# Rhyncomya resplendens
Rhyncomya resplendens är en tvåvingeart som beskrevs av Seguy 1925. Rhyncomya resplendens ingår i släktet Rhyncomya och familjen Rhiniidae.
Artens utbredningsområde är Madagaskar. Inga underarter finns listade i Catalogue of Life.